# پرنیانا میلانزه
پرنیانا میلانزه (به ایتالیایی: Pregnana Milanese) یک کومونه در ایتالیا است که در استان میلان واقع شده‌است. پرنیانا میلانزه ۵٫۰۷ کیلومتر مربع مساحت و ۷٬۱۲۹ نفر جمعیت دارد و ۱۵۴ متر بالاتر از سطح دریا واقع شده‌است.